# Pero foeda
Pero foeda är en fjärilsart som beskrevs av W. Warren 1906. Pero foeda ingår i släktet Pero och familjen mätare. Inga underarter finns listade i Catalogue of Life.